# Train Your Baby Like a Dog
Train Your Baby Like a Dog – Die Hund-Kind-Methode (englisch für ‚Trainiere dein Baby wie einen Hund‘) ist eine Fernsehsendung, die in Deutschland auf RTL lief und im Original vom britischen Channel 4 stammt. Sie folgt einer Hundetrainerin und Tierverhaltensforscherin, die einen Ansatz der positiven Verstärkung für die Erziehung von Kindern anbietet. Anstatt ihnen beizubringen, was sie nicht tun sollen, befürwortet sie einen Ansatz, der darauf abzielt, Kinder durch Klickertraining und Leckerlies zu gewünschte Verhalten zu motivieren.
Die Einschaltquoten auf RTL waren unterdurchschnittlich. Die Sendung, die um 19:05 ausgestrahlt wurde, sahen demnach 1,83 Mio. Zuschauer und erreichte einen Marktanteil von 5,8 %. In der Zielgruppe der Zuschauer zwischen 14 und 49 Jahren sahen nur 580.000 bei einem Marktanteil von 6,7 % zu. Die Sendung wurde sehr kontrovers aufgenommen. Bei der Niedersächsischen Landesmedienanstalt gingen nach Ausstrahlung zahlreiche Beschwerden ein. Schon vor der Ausstrahlung der ersten Folge gab es eine Petition, die eine Absetzung der Sendung forderte.